# Daniel Lupașcu
Pour les articles homonymes, voir Lupașcu.
Daniel Lupașcu est un footballeur roumain né le 17 août 1981 à Blaj.

## Carrière
- 1999-00 : FCM Reșița  Roumanie
- 2000-01 : FCM Reșița  Roumanie
- 2001-02 : FCM Reșița  Roumanie
- 2002-03 : FCM Reșița  Roumanie
- 2002-03 :  Apullum Alba-Iulia  Roumanie
- 2003-04 :  Apullum Alba-Iulia  Roumanie
- 2003-04 : FC Bihor Oradea  Roumanie
- 2004-05 : FC Bihor Oradea  Roumanie
- 2004-05 :  Apullum Alba-Iulia  Roumanie
- 2005-06 : FC Bihor Oradea  Roumanie
- 2006-07 : Dacia Mioveni  Roumanie
- 2007-08 : Dacia Mioveni  Roumanie